# Wouter Weylandt
Wouter Weilandt (n. 27 septembrie 1984 - d. 9 mai 2011) a fost un ciclist belgian de șosea (sprinter). A câștigat 2 etape în marile tururi, una în Turul Italiei din 2010 și una în Turul Spaniei din 2008.
În etapa 3 din Turul Italiei 2011, cu 24 km înainte de final, pe coborârea de pe Passo del Bocco, de lângă Mezzanego, rutierul belgian a murit, după ce i s-a blocat o pedală și s-a izbit de un parapet de pe marginea drumului.